# Linda (Vorname)
Linda ist ein weiblicher Vorname.

## Herkunft und Bedeutung
Im englischen Sprachraum wird Linda häufig aufgefasst als Kurzform von Melinda oder Belinda. Melinda entstand im 18. Jahrhundert aus Namen wie Melanie oder Melissa und der Endung „-inda“. Mit dem spanischen bzw. portugiesischen Wort linda, hübsch, hat der Name Linda ursprünglich wohl nichts zu tun; in Spanien selbst kam er erst auf, als er in Großbritannien und den USA schon verbreitet war.
Wie der weibliche Vorname Linde ist Linda aber auch eine Kurzform von Namen mit dem germanischen Element lind, etwa Lindgard, Gerlinde oder Sieglinde. Als zweites Namensglied taucht lind nur in Frauennamen auf und geht dann zurück auf ahd. lind(i), sanft, weich, mild – daher auch das Wort „Linderung“ (vgl. lat. lentus, biegsam, und engl. lithe, geschmeidig).
Lind- als erstes Namenglied leitet sich ab von der Linde, ahd. linta. Die trägt ihren Namen wegen ihres „weichen“ Bastes, aus dem man z. B. Gürtel flocht. Aus dem leichten Holz des Baumes fertigte man Schilde, so dass linta auch die Bedeutung „Schild“ annehmen konnte. Diese Waffe dürfte hier das Namensmotiv sein.
Ob das Namenselement lind mit dem Lindwurm etwas zu tun hat, „ist ungewiss“. Auch er trägt seinen Namen wegen seiner Biegsamkeit.

## Verbreitung
Der Name wird in Deutschland seit über hundert Jahren regelmäßig vergeben und gehörte zeitweise zu den Top-100 der Vornamenscharts. Zwischen 2015 und 2025 wurde er rund 6.800 Mal gewählt. In Österreich kommt der Name seit 1984 jedes Jahr in der Namensgebung vor. Seit 1993 befindet sich der Name durchgehend in den Top-100 der Hitlisten. Von 1984 bis 2023 wurden etwa 4.300 Mädchen so genannt. In der Schweiz wird der Name seit 1930 jedes Jahr bei der Namenswahl berücksichtigt. Besonders beliebt war er in den 1990er Jahren. Von 1930 bis 2023 wurde der Name circa 6.800 Mal vergeben.
In Italien zählt der Name seit 1999 zu den 100 beliebtesten Jungennamen. Im Jahr 2012 erzielte er mit Rang 53 seine beste Platzierung. Der Name befindet sich in Tschechien seit 1975 durchgehend in den Top-100 der Vornamenscharts. In der Slowakei liegt der Name seit 2008 fast jedes Jahr in den Top-50. In Polen kommt der Name seit 2000 alljährlich in den Hitlisten vor, jedoch ist er nur mäßig populär. Linda wird in Belgien seit 1995 jedes Jahr bei der Namenswahl berücksichtigt, aber nur ein einem geringen Volumen. Der Name lag in Frankreich von 1948 bis 2015 in den Top-500 und von 1971 bis 1986 in den Top-100 der Vornamenscharts.
Der Name gehörte in Schweden von den 1980er Jahren bis kurz nach der Jahrtausendwende zu den beliebten Vornamen. Ein ähnliches Bild zeigt sich in Dänemark, dort ließ seine Beliebtheit aber schon etwas früher nach. In Norwegen lag der Name von 1951 bis 1996 dauerhaft in den Top-100. Zwischen 1970 und 1986 befand er sich in den Top-10 und belegte in diesem Zeitraum einige Spitzpositionen. In Island lag er im Jahr 2014 auf Rang 32. In Lettland war der Name zwischen Mitte der 1960er und 2020er Jahre in den Top-100 anzutreffen. In den 1990er Jahren gehörte er zu den populärsten Vornamen.
In England und Wales befand sich der Name zwischen 1996 und 2003 in den Top-1000. Der Name lag in Schottland von 1941 bis 1985 in den Top-100 und von 1947 bis 1971 sogar in den Top-20. Im Jahr 1962 belegte er mit Rang 2 seinen besten Platz. Die Vergabe ist auch in Liechtenstein, Slowenien und Nordirland nachgewiesen.
In den USA wird Linda seit 1880 jedes Jahr bei der Namenswahl berücksichtigt. Der Name befand sich zwischen 1939 und 1966 dauerhaft in den Top-20. Seitdem geht seine Popularität stetig zurück. Im Jahr 2023 belegte er Rang 842. Von 1930 bis 2023 wurde der Name rund 1,45 Mio. Mal vergeben. In Kanada befand sich der Name zwischen 1938 und 1980 in den Top-100. Von 1943 bis 1966 zählte er dauerhaft zu den 10 beliebtesten Vornamen und belegte einige Male die Spitzenposition.
Der Name befand sich in Australien von 1952 bis 1986 in den Top-100 der Hitlisten. Den besten Platz belegte er im Jahr 1963 mit Rang 12. In Neuseeland wird der Name seit 1900 vergeben. Von 1948 bis 1965 lag er durchgehend in Hitlisten der 20 beliebtesten Jungennamen. Seit den 1980er Jahren befindet er sich nicht mehr in den Top-100.

## Varianten
- Lind; Linde; Linder; Lindita (spanische Verkleinerungsform)

Langnamen, die zu Linda verkürzt werden können:
- Alinde
- Belinda
- Dietlind
- Gerlinde
- Heidelinde
- Melinda
- Mirlinda
- Rosalinde
- Sieglinde

## Namenstage
- 22. Januar (in Italien)
- 13. Februar (in Polen und Ungarn)
- 15. April (in Finnland)
- 20. Juni (in Schweden)
- 21. August (in Lettland)
- 1. September (laut tschechischem Kalender)
- 2. September (laut slowakischem Kalender)
- 4. September (Rosalinde)
- 29. Oktober (Ermelinda / Melinda)
- 2. Dezember  (in den Niederlanden)

## Namensträgerinnen
- Linda Algotsson (* 1972), schwedische Vielseitigkeitsreiterin
- Linda Bergen (* 1948), deutsche Schlagersängerin
- Linda Bergström (* 1995), schwedische Tischtennisspielerin
- Linda Blair (* 1959), US-amerikanische Schauspielerin
- Linda Cardellini (* 1975), US-amerikanische Schauspielerin und Synchronsprecherin
- Linda Chisholm (* 1957), US-amerikanische Beachvolleyballspielerin
- Linda Cristal (1931–2020), argentinische Schauspielerin
- Linda Dallmann (* 1994), deutsche Fußballspielerin
- Linda Efler (* 1995), deutsche Badmintonspielerin
- Linda Eide (* 1969), norwegische Journalistin, Schriftstellerin und Moderatorin
- Linda Evangelista (* 1965), kanadisches Mannequin und Fotomodell
- Linda Evans (* 1942), US-amerikanische Schauspielerin
- Linda Feller (* 1966), deutsche Country- und Schlagersängerin
- Linda Joe Fuhrich (* 1987), deutsche Fernsehmoderatorin und Reporterin
- Linda Gray (* 1940), US-amerikanische Schauspielerin, Produzentin und Regisseurin
- Linda Hamilton (* 1956), US-amerikanische Schauspielerin
- Linda Hofstad Helleland (* 1977), norwegische Politikerin
- Linda Hesse (* 1987), deutsche Sängerin
- Linda Jap Tjoen San (* 1977), niederländische Schachspielerin
- Linda Joy (* 1955), britische Schauspielerin und Synchronsprecherin
- Linda Jozefowski (* 1982), Schweizer Jazzmusikerin
- Linda Krūmiņa (* 1984), lettische Schachspielerin
- Linda Kummer (* 1999), deutsche Schauspielerin
- Linda Lovelace (1949–2002), US-amerikanische Pornodarstellerin
- Linda Martin (* 1947), irische Sängerin und Fernsehmoderatorin
- Linda Mazri (* 2001), algerische Badmintonspielerin
- Linda McCartney (1941–1998), US-amerikanische Fotografin und Musikerin
- Linda Mertens (* 1978), belgische Sängerin der Band Milk Inc.
- Linda de Mol (* 1964), niederländische Showmasterin
- Linda Nochlin (1931–2017), US-amerikanische Kunsthistorikerin
- Linda Perry (* 1965), US-amerikanische Rocksängerin
- Linda Ronstadt (* 1946), US-amerikanische Sängerin
- Linda Schmid (* 1991), Schweizer Fussballschiedsrichterassistentin
- Linda Scott (* 1945), US-amerikanische Sängerin
- Linda Gaye Scott (* 1943), US-amerikanische Schauspielerin
- Linda Tellington-Jones (* 1937), Begründerin der TTouch-Methode für Pferde
- Linda Teodosiu (* 1991), deutsche Sängerin
- Linda Teßmer (1923–1998), deutsche Schriftstellerin
- Linda Teuteberg (* 1981), deutsche Politikerin (FDP)
- Linda Thomas-Greenfield (* 1952), US-amerikanische Diplomatin, Botschafterin
- Linda Thorson (* 1947), kanadische Schauspielerin
- Linda Ulvaeus (* 1973), schwedische Schauspielerin
- Linda Zervakis (* 1975), deutsch-griechische Moderatorin, Nachrichtensprecherin und Journalistin